# Dubingiai
Dubingiai (Pools: Dubinki) is een plaats in de Litouwse gemeente Molėtai, in het district Utena. De plaats telde 239 inwoners in 2001.
In deze plaats vond op 23 juni 1944 een bloedbad plaats toen meer dan 20 Litouwers werden vermoord door het Poolse vrijheidsleger, de Armia Krajowa, als vergelding voor de moord op 37 Polen drie dagen eerder in Glitiškės.